# بايرون إف. ريتشي
بايرون إف. ريتشي هو محامي وقاضي وسياسي أمريكي، ولد في 29 يناير 1853 في غرافتون في الولايات المتحدة، وتوفي في 22 أغسطس 1928 في توليدو في الولايات المتحدة. نشط حزبياً في الحزب الديمقراطي. وقد انتخب عضو مجلس النواب الأمريكي ‏.